# Музыка Эриха Цанна
«Музыка Эриха Цанна» (англ. The Music of Erich Zann), в другом переводе «Музыка Эриха Занна» — рассказ, написанный американским писателем Говардом Филлипсом Лавкрафтом в 1921 году. Впервые был опубликован в журнале «The National Amateur» в 1922 году.

## Сюжет
Студент, изучающий метафизику, снимает комнату в дешевом многоквартирном доме на улице д’Осейль (франц. Rue d’Auseil), которую он никогда раньше не видел. Улица граничит с большой стеной и студент не может увидеть, что находится по ту сторону. Только одно окно на верхнем этаже дома смотрит за стену. В этой комнате живет пожилой и немой музыкант Эрих Цанн, который играет чарующие мелодии на виоле. Студент просит разрешения послушать музыку в его комнате. Музыкант играет другую, обычную мелодию и нервно поглядывает на зашторенное окно. Студент пытается одернуть занавеску, чтобы увидеть, что находится по ту сторону стены, но Цанн останавливает его и выставляет за дверь. После Цанн избегает встречи с ним. Музыкант работает с оркестром, а по ночам играет неземные мелодии. Слушая их, студент восхваляет музыкального гения.

Здоровье Цанна ухудшается, и однажды из его комнаты раздается крик. Студент спешит к нему, однако Цанн дает понять, что с ним все в порядке и начинает писать нечто важное о произошедшим с ним событии. Спустя час написания письма за окном раздается низкий звук, будто от далеких пространств. Цанн начинает яростно играть на виоле пугающую венгерскую мелодию, словно пытаясь отогнать от окна нечто страшное. Внезапно раздается еще один странный звук, который студент воспринимает за насмешку, и порыв ветра ломает окно, унося все бумаги. Студент смотрит в окно, но вместо городских огней он видит лишь черноту бездны (англ. Blackness void). 
В бешеных мотивах мелодии Цанна мне пригрезились сумрачные фигуры сатиров и вакханок, зашедшихся в безумном вихре облаков, дыма и сверкающих молний. Перед и подо мной простиралась бесконечная темень космоса, сплошной бездонный, неописуемый мрак, в котором существовали лишь какое-то неясное движение и музыка, но не было ничего из того, что я помнил в своей земной жизни. Я оказался окутан непроницаемой темнотой, видя перед собой словно оживший безбрежный хаос. Я закричал, что мы должны бежать от неведомых существ ночи (англ. Unknown things of the night).
Воющий ветер гасит свечи и студент вслепую идет по комнате на звуки мелодии Цанна, которая стала похожа на потусторонние ритмы. Потоки ветра, казалось, исполняли во мраке вавилонский танец. Студент ощупывает ледяное, бездыханное лицо Цанна, чьи остекленевшие глаза выпучились в пустоту. Музыкант был мертв, хотя его тело все еще играло мелодию. Студент в ужасе бежит из дома и района. Спустя годы поисков ему так и не удалось найти улицу д’Осейль, которой нет ни на одной карте, и никто, кажется, не слышал о ней. Он чувствует душевное умиротворение от того, что не может найти ни улицу, ни потерянные бумаги, которые могли бы объяснить музыку Цанна.

## Персонажи
- Эрих Цанн (англ. Erich Zann) или Эрик Занн в некоторых переводах[2] — немой старый музыкант, обладающий сверхъестественным талантом игры на виоле. Маленький, тщедушный, скрюченный мужчина в потертой одежде, с голубыми глазами на гротескном, похожем на физиономию сатира лице, и почти лысой головой. Лавкрафт «поселил» его в доме на вымышленной улице д’Осейль, во Франции. Эрих Цанн играл странную, причудливую, производящую сверхъестественное впечатление музыку, которая производила и сверхъестественные эффекты. Автор не позволяет сделать точный вывод, служила ли музыка Эриха Цанна средством «успокоения», нейтрализации космического хаоса или же, напротив, средством «открытия двери» в Иной мир. Цанн испытывал ужас при манифестациях из потустороннего окна на мансарде в его комнате.
- Студент (англ. Student) — рассказчик, учился на факультете метафизики в университете, снял самое дешевое жилье в доме на улице, которой не существует в нормальном мире.
- Бландо (англ. Blandot) — домовладелец.

## Вдохновение
Лавкрафт отводит музыке значимую роль в своих произведениях, поскольку он подчеркивает эти элементы из фольклора и мифологии. Бетховен стал известнейшим глухим композитором — это похоже на немоту Эриха Цанна. Цанн играл на виоле дикую народную венгерскую пляску, одну из тех мелодий, что можно услышать в театре, похожую на фуги. Студент подумал, что Цанн играет произведение другого композитора, — возможно, другие музыканты исполняли магические мелодии. Цанн владел немецким и французским языками.
В истории музыки такие исполнители как Моцарт, Бах, Бетховен следуют друг за другом из-за точно выверенной музыкальной формы — Апполонической, Дионисийской, Орфической. В древнегреческой мифологии музыкант Орфей хотел вернуть к жизни любимую женщину и сыграл мелодию, что открыла врата в Загробный мир. Мелодия усмирила Цербера и Фурий, а Харон отвез Орфея через Реку мертвых к «Царству мертвых», где правит Аид. Аид отдал душу возлюбленной с условием, что он не взглянет на неё по дороге в Мир живых, но Орфей обернулся. Вероятно, Цанн отыскал эту мелодию. Образ Орфея пришел к грекам из Ведийской мифологии, он родился во Фракии и является братом Диониса. Сатиры и Вакханки, — спутники Диониса. Виола является инструментом созданным по примеру византийской Лиры.
В английской литературе часто описываются Иные миры, такие как «Мир фей» или «Страна богов», куда можно попасть имея магические предметы, например, такие как серебряная ветвь.
В июне 1922, через полгода, Лавкрафт напишет фрагмент романа «Азатот», где Азатот — «слепой и безумный бог», который обитает в бездне космоса, создает миры и поддерживает старые при помощи музыкальной мелодии. Студент увидел в окне бездну космоса и, можно предположить, что Цанн каким-то образом взаимодействует с «окном». Студент упоминает «память о земной жизни» и «далекий запад» — это намек на Страну снов. В мифологии Древнего Египта Загробный мир (Дуат) находится в небе, на западе.
Название «Auseil» не является истинным французским словом, но было высказано предположение, что Лавкрафт получил его из фразы «au seuil», означающей «на пороге». Auseil читается как «oseille», что в разговорной речи означает «деньги».

## Критика
Лавкрафт считал «Музыку Эриха Занна» одним из своих лучших рассказов, отчасти потому, что в нем не было чрезмерной откровенности, которую он считал серьезным недостатком в некоторых других своих произведениях.
«Энциклопедия Лавкрафта» отмечает, что «можно сказать, что Лавкрафт допустил ошибку по недоказанности, касательно очень туманного описания того ужаса, что был виден через чердачное окно Цанна».
Рассказ часто антологизировался, даже при жизни Лавкрафта, в том числе в коллекции Дэшила Хеммета «Creeps by Night» 1931 года. Рэмси Кэмпбелл заявил, что «Музыка Эриха Цанна» был «единственным рассказом Лавкрафта, который понравился покойному Роберту Эйкману». Кэмпбелл и сам использовал «Музыку Эриха Цанна» при создании «книгофолии ужасов».

## «Страна Лавкрафта»
Действие истории происходит предположительно во Франции или другой франкоязычной стране, где-то в конце 19 или начале 20 века, хотя район и дата не называются. Нельзя указать на Париж или французский квартал в Новой Англии. Вблизи располагается университет, где существует факультет философии и метафизики, а также холм, массивный мост, река, источающая ужасный запах (возможно прообраз Стикс). Никто из жителей города не знал и видел эту улицу. Личность студента не уточняется, только то, что он изучает метафизику и иностранец, как и Цанн.
Франция часто фигурирует в готической литературе. Лавкрафт упоминает французские места в своих произведениях. В рассказе «Алхимик» действие происходит где-то во Франции. В рассказе «Герберт Уэст — реаниматор» упоминается госпиталь в Сент-Элои. В рассказе «Заброшенный дом» упоминается город Кодэ (франц. Caude) и Анже, во Франции. В рассказе «Зов Ктулху» упоминается французский квартал Флер-де-Лиз-Билдинг в Род-Айленде. В рассказе «Серебряный ключ» упоминается французский город Беллуа-ан-Сантер.
На этой улице невероятно старые дома образовывали в некоторых местах арки, где всегда стоит полумрак или сумрак — это вход в Иные миры. Арки, косые переулки, улица вздымающаяся вверх по холму встречается в рассказах «Поиск Иранона» (1921), «Праздник» (1923), «Он» (1925) и «Модель для Пикмана».

## Связь с другими произведениями
В рассказе «Склеп» герой перемещается в прошлое.
В рассказе «Из глубин мироздания» ученый создал машину, которая открывает вход для нематериальных существ из Иного измерения.
В рассказе «Изгой» герой попадает через окно в башне в другой мир.
В рассказе «Обитающий во Тьме» писатель проникает в полупризрачную церковь, которую местные жители не видят.

## Культурное влияние

### Книги
- Джеймс Уэйд написал сиквел рассказа «The Silence of Erika Zann», впервые опубликованный в составе сборника «The Disciples of Cthulhu» в 1976 году.
- В новелле Чарльза Стросса «The Jennifer Morgue» (2006), у одного из персонажей есть скрипка, сделанная Эрихом Цаном (Erich Zahn), которая во время игры на ней пожирает душу выбранной жертвы.

### Музыка
- Бельгийская рок-группа Univers Zéro выпустила композицию «La musique d’Erich Zann» на своём альбоме 1981 года Ceux du dehors. Согласно заявлению барабанщика и лидера группы Дэниела Дениса, все участники прочитали рассказ, находясь в студии, и сразу приступили к импровизации.[6]
- Изображение Эриха Цанна попало на обложку альбома 1987 года Cacophony британской анархо-панк-группы Rudimentary Peni, вдохновлённого жизнью и рассказами Лавкрафта.
- В 1988 году немецкая метал-группа Mekong Delta выпустила концептуальный альбом The Music of Erich Zann.
- Венгерская метал-группа Without Face выпустила песню «The Violin of Erich Zann» на своём альбоме 2002 года Astronomicon.
- Валлийский музыкант Джим Джапп взял псевдоним Eric Zann, под которым выпустил в 2005 году один альбом на лейбле Ghost Box Music.
- Греческая дэт-метал-группа Septic Flesh отсылает к истории в своей песне «Lovecraft’s Death», на альбоме 2008 года Communion
- Немецкий проект Forma Tadre в 2008 году выпустил альбом The Music of Erich Zann.
- В 2009 году украинский композитор Алексей Войтенко написал произведение «The Music of Erich Zann» для скрипки соло, а в 2010 году — для контрабаса соло.
- Французский композитор Клод Баллиф написал композицию «The Music of Erich Zann».
- Партию для скрипки, носящую такое же название, написал американский композитор Рэймонд Уайлдинг-Уайт вместе с Юджином Гротовичем.
- Композитор Стивен Тош написал произведение для фортепиано и виолончели названное «The Music of Erich Zann».

### Фильмы
- В 1980 году режиссёр Джон Страйсик выпустил короткометражный фильм The Music of Erich Zann.
- В 2002 году был снят фильм The Music of Erica Zann режиссёра Джереми Хечлера.
- В 2005 году вышел немецкий короткометражный мультфильм Die Musik des Erich Zann режиссёра Анны Гаврилоу. В этой адаптации Эрих Цанн играет на рояле.